# Интимацький сільський округ (Жетисайський район)
Интима́цький сільський округ (каз. Ынтымақ ауылдық округі, рос. Ынтымакский сельский округ) — адміністративна одиниця у складі Жетисайського району Туркестанської області Казахстану. Адміністративний центр — село Корікті.
Населення — 12030 осіб (2021; 12508 у 2009, 9375 у 1999, 7357 у 1989).
Станом на 1989 існувала Побєдинська сільська рада (села Енгельс, Єнбекші, Жанааул, Національне, Побєда, Побєда, Соціалізм, Талапти, Фрунзе) Кіровського району. 2023 року до складу Асикатинської селищної адміністрації передано 3,36 км² Интимацького сільського округу.

## Склад
До складу округу входять такі населені пункти:
| Населений пункт | Колишні назви                        | Населення, осіб (1989) | Населення, осіб (1999) | Населення, осіб (2009) | Населення, осіб (2021) |
| --------------- | ------------------------------------ | ---------------------- | ---------------------- | ---------------------- | ---------------------- |
| Агинсай, село   | отділення №4 совхоза Побєда, Жанааул | 227                    | 315                    | 243                    | 290                    |
| Аден-ата, село  | Соціалізм                            | 866                    | 1070                   | 1471                   | 1334                   |
| Акнієт, село    | отділення №4 совхоза Побєда, Фрунзе  | 654                    | 678                    | 1439                   | 1365                   |
| Корікті, село   | отділення №4 совхоза Побєда, Єнбекші | 788                    | 1238                   | 1390                   | 1611                   |
| Нураул, село    | отділення №2 совхоза Побєда, Енгельс | 931                    | 1100                   | 1400                   | 1366                   |
| Оркенди, село   | Побєда                               | 1267                   | 1724                   | 2717                   | 2915                   |
| Побєда, село    | -                                    | 573                    | 723                    | 546                    | 10                     |
| Талапти, село   | отділення №3 совхоза Побєда          | 1148                   | 1386                   | 1784                   | 1626                   |
| Ушкопір, село   | Національне                          | 903                    | 1141                   | 1518                   | 1513                   |